# Fan of a Fan: The Album
Fan of a Fan: The Album is het samenwerkingsalbum van de Amerikaanse zanger Chris Brown en rapper Tyga, welk op 24 februari 2015 onder RCA Records werd uitgebracht. Er komen samenwerkingen met Ty$, 50 Cent, Pusha T, Fat Trel, ScHoolboy Q, Jay 305, T.I. en Wale. 

## Singles
Op 6 januari 2015 kwam de single "Ayo" uit als de eerste single van het album. Het nummer werd geproduceerd door Nic Nac, wie ook "Loyal" produceerde. 

## Tracklist
| Nr. | Titel                                 | Schrijver(s)                                   | Producer(s) | Duur |
| --- | ------------------------------------- | ---------------------------------------------- | ----------- | ---- |
| 1.  | Westside                              |                                                |             | 3:34 |
| 2.  | Nothin' Like Me (met Ty$)             |                                                | DJ Mustard  | 4:05 |
| 3.  | Ayo                                   | Nicholas Balding Chris Brown Michael Stevenson | Nic Nac     | 3:45 |
| 4.  | Girl You Loud                         |                                                |             | 3:33 |
| 5.  | Remember Me                           |                                                |             | 4:14 |
| 6.  | I Bet (met 50 Cent)                   |                                                |             | 4:03 |
| 7.  | D.G.I.F.U. (met Pusha T)              |                                                |             | 3:44 |
| 8.  | Better                                |                                                |             | 3:43 |
| 9.  | Lights Out (met Fat Trel)             |                                                |             | 4:46 |
| 10. | Real One (met Lil Boosie)             |                                                |             | 5:00 |
| 11. | Bitches N Marijuana (met ScHoolboy Q) |                                                |             | 4:15 |
| 12. | She Goin' Up                          |                                                |             | 3:47 |

| Nr. | Titel                         | Schrijver(s) | Producer(s) | Duur |
| --- | ----------------------------- | ------------ | ----------- | ---- |
| 13. | Wrong In the Right Way        |              |             | 4:30 |
| 14. | Bunkin' (met Jay 305 en T.I.) |              |             | 5:03 |
| 15. | It's Yo Shit (met Wale)       |              |             | 3:47 |
| 16. | Banjo                         |              |             | 3:40 |